# Aplysina ocracea
Aplysina ocracea är en svampdjursart som beskrevs av Pedro M. Alcolado 1984. Aplysina ocracea ingår i släktet Aplysina och familjen Aplysinidae.
Artens utbredningsområde är havet kring Kuba. Inga underarter finns listade i Catalogue of Life.